# Biathlon na Zimowych Igrzyskach Olimpijskich 1984
Zawody w biathlonie na Zimowych Igrzyskach Olimpijskich 1984 odbyły się w dniach 11 – 17 lutego 1984 roku na trasach w kompleksie olimpijskim Igman, niedaleko Sarajewa. Biathloniści po raz jedenasty rywalizowali o medale igrzysk olimpijskich.
Zawodnicy walczyli w trzech konkurencjach: w biegu indywidualnym, sprincie i sztafecie. 
Łącznie rozdane zostały trzy komplety medali. W klasyfikacji medalowej zwyciężyły ex aequo reprezentacje Norwegii i RFN, których zawodnicy zdobyli 3 medale: 1 złoty, 1 srebrny i 1 brązowy. Dwóch zawodników zdobyło medale we wszystkich konkurencjach: Norweg Eirik Kvalfoss (złoto w sprincie, srebro w sztafecie oraz brąz w biegu indywidualnym) oraz Peter Angerer z RFN (złoto w biegu indywidualnym, srebro w sprincie oraz brąz w sztafecie).

## Medaliści
| Konkurencja       | Złoto          | Czas      | Srebro              | Czas      | Brąz           | Czas      |
| Sprint            | Eirik Kvalfoss | 30:53,8   | Peter Angerer       | 31:02,4   | Matthias Jacob | 31:10,5   |
| Bieg indywidualny | Peter Angerer  | 1:11:52,7 | Frank-Peter Roetsch | 1:13.21,4 | Eirik Kvalfoss | 1:14.02,4 |
| Sztafeta          | ZSRR           | 1:38:51,7 | Norwegia            | 1:39:03,9 | RFN            | 1:39:05,1 |

## Wyniki

### Sprint
| Miejsce | Zawodnik            | Reprezentacja  | Czas    | Strata  |
| ------- | ------------------- | -------------- | ------- | ------- |
| złoto   | Eirik Kvalfoss      | Norwegia       | 30:53,8 | –       |
| srebro  | Peter Angerer       | RFN            | 31:02,4 | +8,6    |
| brąz    | Matthias Jacob      | NRD            | 31:10,5 | +16,7   |
| 4.      | Kjell Søbak         | Norwegia       | 31:19,7 | +25,9   |
| 5.      | Algimantas Šalna    | ZSRR           | 31:20,8 | +27,0   |
| 6.      | Yvon Mougel         | Francja        | 31:32,9 | +39,1   |
| 7.      | Frank-Peter Roetsch | NRD            | 31:49,8 | +56,0   |
| 8.      | Fritz Fischer       | RFN            | 32:04,7 | +1:10,9 |
| 9.      | Jan Matouš          | Czechosłowacja | 32:10,5 | +1:16,7 |
| 10.     | Jurij Kaszkarow     | ZSRR           | 32:15,2 | +1:21,4 |

### Bieg indywidualny
| Miejsce | Zawodnik            | Reprezentacja  | Czas      | Strata  |
| ------- | ------------------- | -------------- | --------- | ------- |
| złoto   | Peter Angerer       | RFN            | 1:11:52,7 | –       |
| srebro  | Frank-Peter Roetsch | NRD            | 1:13:21,4 | +1:28,7 |
| brąz    | Eirik Kvalfoss      | Norwegia       | 1:14:02,4 | +2:09,7 |
| 4.      | Yvon Mougel         | Francja        | 1:14:53,1 | +3:00,4 |
| 5.      | Frank Ullrich       | NRD            | 1:14:53,7 | +3:01.0 |
| 6.      | Rolf Storsveen      | Norwegia       | 1:15:23,9 | +3:31,2 |
| 7.      | Fritz Fischer       | RFN            | 1:15:49,7 | +3:57,0 |
| 8.      | Leif Andersson      | Szwecja        | 1:16:19,3 | +4:26,6 |
| 9.      | Andreas Zingerle    | Włochy         | 1:16:21,7 | +4:29,0 |
| 10.     | Jan Matouš          | Czechosłowacja | 1:16:39,0 | +4:46,3 |

### Sztafeta
| Miejsce | Reprezentacja  | Zawodnicy                                                          | Czas      | Strata  |
| ------- | -------------- | ------------------------------------------------------------------ | --------- | ------- |
| złoto   | ZSRR           | Dmitrij Wasiljew Jurij Kaszkarow Algimantas Šalna Siergiej Bułygin | 1:38:51,7 | –       |
| srebro  | Norwegia       | Odd Lirhus Eirik Kvalfoss Rolf Storsveen Kjell Søbak               | 1:39:03,9 | +12,2   |
| brąz    | RFN            | Ernst Reiter Walter Pichler Peter Angerer Fritz Fischer            | 1:39:05,1 | +13,4   |
| 4.      | NRD            | Holger Wick Frank-Peter Roetsch Matthias Jacob Frank Ullrich       | 1:40:04,7 | +1:13,0 |
| 5.      | Włochy         | Adriano Darioli Gottlieb Taschler Johann Passler Andreas Zingerle  | 1:42:32,8 | +3:41,1 |
| 6.      | Czechosłowacja | Jaromír Šimůnek Zdeněk Hák Peter Zelinka Jan Matouš                | 1:42:40,5 | +3:48,8 |
| 7.      | Finlandia      | Keijo Tiitola Toivo Mäkikyrö Arto Jääskeläinen Tapio Piipponen     | 1:43:16,0 | +4:24,3 |
| 8.      | Austria        | Rudolf Horn Walter Hörl Franz Schuler Alfred Eder                  | 1:43:28,1 | +4:36,4 |

## Klasyfikacja medalowa
| Miejsce | Państwo  | złoto | srebro | brąz | Razem |
| ------- | -------- | ----- | ------ | ---- | ----- |
| 1.      | Norwegia | 1     | 1      | 1    | 3     |
| 1.      | RFN      | 1     | 1      | 1    | 3     |
| 3.      | ZSRR     | 1     | 0      | 0    | 1     |
| 4.      | NRD      | 0     | 0      | 2    | 2     |